# Малендорф, Вальтер
Вальтер Малендорф (нем. Walter Mahlendorf; род. 4 января 1935, Зарштедт, Хильдесхайм, Нижняя Саксония, Германия) — немецкий легкоатлет, который специализировался в беге на короткие дистанции.

## Биография
Олимпийский чемпион-1960 и чемпион Европы-1958 в эстафете 4×100 метров.
Экс-рекордсмен мира и Европы в эстафете 4×100 метров.
По окончании спортивной карьеры работал директором спортивного комплекса в Бохуме.